# Philippe Massoni
Pour les articles homonymes, voir Massoni.
Philippe Massoni, né le 13 janvier 1936 à Marseille et mort le 14 février 2015 à Paris, est un haut fonctionnaire et policier français.

## Biographie
Fils de Jean Massoni et d'Innocence Ottavi, il est l'époux de Paule Lavaud-Chiappini. Ils ont un fils, Paul-Philippe, et une fille, Dominique.
Après une scolarité au lycée Fesch d'Ajaccio, il suit des études de droit à la faculté de droit de l'université d'Aix-Marseille puis à celle de Paris. Il obtient également un diplôme d'études supérieures de police et de criminalistique, il est nommé commissaire de police en 1962, puis commissaire divisionnaire en 1976.

### Parcours
- 1962 : Philippe Massoni est nommé commissaire.
- 1976 : chargé de mission au cabinet du Premier ministre Jacques Chirac.
- 1976 - 1980 : chargé de mission au cabinet du Premier ministre Raymond Barre.
- 1980 - 1986 : directeur des services techniques de la Préfecture de police de Paris.
- avril 1986: directeur adjoint du cabinet de Robert Pandraud, ministre délégué chargé de la sécurité.
- mai 1986 : nommé directeur central des renseignements généraux (DCRG).
- 1988 : nommé préfet de l'Aube.
- 1990 : nommé préfet de l'Oise[5].
- août 1992 - avril 1993 : préfet du Puy-de-Dôme et de la région Auvergne[6].
- 1993 : directeur de cabinet du ministre d'État, ministre de l'intérieur et de l'aménagement du territoire Charles Pasqua.
- avril 1993 - mars 2001 : Préfet de police de Paris.
- 28 mars 2001 - 23 septembre 2004 : Conseiller d'État en service extraordinaire.
- octobre 2001 : chargé de mission pour les questions de sécurité intérieure dans le cadre de la lutte contre le terrorisme, auprès du président de la République Jacques Chirac.
- 26 juillet 2002 : représentant personnel du coprince français Jacques Chirac à Andorre.
- 7 septembre 2004 : membre du Conseil économique et social.

### Renseignements généraux
Commissaire de police, il commence sa carrière aux Renseignements généraux dans la surveillance des milieux gauchistes. Il fait partie du dispositif d'encadrement de l'extrême gauche mis en place par le ministre de l'Intérieur Raymond Marcellin après mai 68. À la tête du groupe Direction, il a ainsi de nombreux contacts avec le SAC (Service d'action civique) de Charles Pasqua et Jacques Foccart.
L'arrestation des dirigeants du groupe terroriste Action directe, en février 1987, est l'une de ses plus belles réussites à la tête du service.

### Préfet de police de Paris
Nommé préfet de police de Paris par Charles Pasqua le 21 avril 1993, Philippe Massoni demeure en poste, sous la gauche et la droite, jusqu'en 2001. Admis à faire valoir ses droits à la retraite à compter du 14 janvier 2001, il est chargé le 1er mars suivant d'assurer l'intérim jusqu'à la nomination de son successeur Jean-Paul Proust.

### Proche conseiller de Jacques Chirac
Conseiller spécial de Jacques Chirac pour les affaires de sécurité et de terrorisme, il est nommé secrétaire général du Conseil de sécurité intérieure (CSI) en 2002. Souvent en conflit, de manière feutrée, avec Nicolas Sarkozy, ce dernier met fin à ses fonctions par un décret publié au Journal officiel du 27 septembre 2007. De 2002 à 2007, Philippe Massoni est aussi représentant personnel du président de la République auprès de la principauté d'Andorre.

## Franc-maçonnerie
Philippe Massoni est franc-maçon et membre de la loge « Le Parthénon » de la Grande Loge de France. Il aurait accédé au 33e degré du Rite écossais ancien et accepté en 1997[évasif][réf. nécessaire].

## Récompenses et distinctions

### Décorations
- Commandeur de la Légion d'honneur Il est fait chevalier le 13 mars 1984, promu officier le 31 décembre 1993[8], puis commandeur le 31 décembre 1999[9].

### Hommages
- La 66e promotion de commissaires de police porte son nom (Cérémonie à l'École nationale supérieure de la Police, le 18 juin 2015) [10]